# 最も遠い銀河
『最も遠い銀河』（もっともとおいぎんが）は、白川道による日本の小説、及びそれを原作とする2013年のテレビドラマ。

## テレビドラマ
テレビ朝日開局55周年記念番組として製作され、2013年2月2日・3日に二夜連続で放送された。

### あらすじ
10年前、北海道小樽市の海で白骨化した女性の遺体が発見されたが、迷宮入りする。末期癌で余命宣告を受けた小樽北署の元刑事が、事件解決の手がかりとなるテッポウユリのペンダントを偶然テレビ番組で見かけ、心残りを無くすため、病体に鞭打って事件解決に執念を燃やす。　※原作では8年前の事件で小樽署の管轄

### キャスト
- 渡誠一郎 - 三浦友和
- 渡鈴子 - 風吹ジュン
- 渡良一 - 平岡祐太
- 渡梢 - 豊嶋花
- 江畑美里/清家茜 - 蒼井優
- 清家淳蔵 - 津川雅彦
- 清家淳介 - 平岳大
- 木島浩 - 池内博之
- 堀峰次郎 - 石井正則
- 桐生晴之 - 伊藤英明
- 李京愛 - 中村ゆり
- 早乙女薫 - 小西真奈美
- 葛城美希也 - 永井大
- 島田卓郎 - 西村雅彦
- 周藤健一 - 岩城滉一
- 本宮小夜 - 賀来千香子
- 吹田衛 - 佐野史郎
- 山本刑事課長 - 長谷川初範
- 小田作治 - 不破万作
- 小田幸治 - 向野章太郎
- 横田将士 - 長谷川朝晴
- 崔信恩 - 山口美也子
- 大島蓉子
- 柴田春子 - 藤田弓子
- 榎本英生 - 山本學
- 鎌田理事長 - 神山繁
- 吉羽京子 - 大村彩子
- 柳原医師 - 浅見小四郎
- 掛田誠
- 河野支配人 - 河西健司
- 坂本優太
- 平松來馬
- 周藤綾乃 - 真梨邑ケイ
- 尚玄
- 白井滋郎
- 北川俊一 - 山口大地
- 西沢智治
- 江藤大我
- 山崎栄
- 李美朝 - 五十嵐陽向
- 久保田直子

ほか

### スタッフ
- 原作 - 白川道『最も遠い銀河』（幻冬舎文庫）
- 監督 - 和泉聖治
- 脚本 - 龍居由佳里
- 音楽 - 池頼広
- 照明 - 東田勇児
- 録音 - 舛森強
- VE - 佐々木基成
- 編集 - 只野信也
- 警察監修 - チーム五社
- ファイティングコーディネーター - 二家本辰巳
- 技術協力 - アップサイド、バスク
- 照明協力 - APEXⅡ
- CG・美術協力 - テレビ朝日クリエイト
- 美術協力 - KHKアート
- 装飾 - 京映アーツ
- プロデューサー - 藤本一彦、大江達樹、西勇哉 / 浦井孝行、伊藤由彦、櫻井美恵子（国際放映）
- 制作協力 - 国際放映
- 制作著作 - テレビ朝日